# (13658) Sylvester
(13658) Sylvester  es un asteroide perteneciente al cinturón de asteroides, descubierto el 18 de marzo de 1997 por Paul G. Comba desde el Observatorio de Prescott, en Arizona, Estados Unidos.

## Designación y nombre
Sylvester se designó inicialmente como 1997 FB.
Más adelante fue nombrado en honor al matemático británico James Joseph Sylvester (1814-1897).

## Características orbitales
Sylvester orbita a una distancia media del Sol de 2,1778 ua, pudiendo acercarse hasta 1,8309 ua y alejarse hasta 2,5247 ua. Tiene una excentricidad de 0,1592 y una inclinación orbital de 3,9176° grados. Emplea en completar una órbita alrededor del Sol 1173 días.

## Características físicas
Su magnitud absoluta es 15,4. Tiene 2,275 km de diámetro. Su albedo se estima en 0,267.